# Udea montanalis
 (mai 2025).
Udea montanalis est une espèce de papillons de nuit de la famille des Crambidae. Il a été décrit par Schaus en 1912. On le trouve au Costa Rica.  
L'envergure est d'environ 21 mm. Les ailes antérieures sont brunes, avec des irrorsions plus foncées et une tache arrondie blanchâtre à bord sombre au milieu de la cellule, ainsi qu'une ligne blanchâtre incurvée sur le discocellulaire, plus largement bordée de brun foncé. Il y a une petite tache postmédiale noire sur la côte. Les ailes postérieures sont blanches avec une ligne terminale brunâtre, quelque peu interrompue par les nervures.